# Brevipalpus cucurbitae
Brevipalpus cucurbitae är en spindeldjursart som beskrevs av Mohanasundaram 1982. Brevipalpus cucurbitae ingår i släktet Brevipalpus och familjen Tenuipalpidae. Inga underarter finns listade.